# Provinz Aymaraes
Die Provinz Aymaraes ist eine von sieben Provinzen der Verwaltungsregion Apurímac in Süd-Peru.  Der Provinzname leitet sich von dem indigenen Volk der Aymara ab.
Die Provinz erstreckt sich über ein Areal von 4213 km². Beim Zensus 2017 wurden in der Provinz Aymaraes 24.307 Einwohner gezählt. 10 Jahre zuvor betrug die Einwohnerzahl 29.569. Provinzhauptstadt ist Chalhuanca.

## Geographische Lage
Die Provinz Aymaraes erstreckt sich über das Bergland nördlich des Gebirgszuges Cordillera Huanzo. Der Mittellauf des Río Pachachaca sowie dessen linker Nebenfluss Río Chalhuanca durchfließen die Provinz in nördlicher Richtung.
Die Provinz Aymaraes grenzt im Westen und Nordwesten an die Provinz Andahuaylas, im Nordosten an die Provinz Grau, im Südosten an die Provinz Antabamba sowie im Süden an die Region Ayacucho.

## Gliederung
Die Provinz Aymaraes besteht aus 17 Distrikten. Der Distrikt Chalhuanca ist Sitz der Provinzverwaltung.
| Distrikt             | Verwaltungssitz    |
| -------------------- | ------------------ |
| Capaya               | Capaya             |
| Caraybamba           | Caraybamba         |
| Chalhuanca           | Chalhuanca         |
| Chapimarca           | Chapimarca         |
| Colcabamba           | Colcabamba         |
| Cotaruse             | Cotaruse           |
| Ihuayllo             | Ihuayllo           |
| Justo Apu Sahuaraura | Pichihua           |
| Lucre                | Lucre              |
| Pocohuanca           | Pocohuanca         |
| San Juan de Chacña   | San Juan de Chacña |
| Sañayca              | Sañayca            |
| Soraya               | Soraya             |
| Tapairihua           | Tapairihua         |
| Tintay               | Tintay             |
| Toraya               | Toraya             |
| Yanaca               | Yanaca             |